# Here Comes the Rain Again
Here Comes the Rain Again ist ein Synthie-Pop-Lied des britischen Pop-Duos Eurythmics. Es wurde von Dave Stewart und Annie Lennox geschrieben. In Großbritannien erreichte die Singleveröffentlichung Silber-Status für mehr als 200.000 verkaufte Einheiten.

## Geschichte
Während eines Aufenthaltes in New York City im September 1983 übernachteten Lennox und Stewart im Mayflower Hotel nahe dem Central Park. Am späteren Abend regnete es stark. Das Paar hatte sich gestritten und Dave Stewart begann, eine Melodie auf dem Keyboard zu spielen. Annie Lennox wollte ebenfalls auf dem Keyboard spielen und es kam zu einer Rangelei zwischen den Musikern. Der körperlich überlegene Stewart eroberte den Platz am Keyboard zurück und spielte weiter. Während er spielte, begann die am Fenster stehende und dem Regen zuschauende Lennox, improvisierte Textzeilen zu singen: „Here comes the rain again, falling on my head like a memory“. Diese improvisierten Melodien und Textzeilen wurden zu Here Comes the Rain Again. Zurück in London fügten Stewart und Lennox das Lied in ihrem Heimstudio The Church zusammen. Ursprünglich wollten sie es Robert Plant, ehemaliger Sänger von Led Zeppelin, anbieten, beschlossen dann aber, das Lied selber aufzunehmen. Das Lied wurde im Studio The Church aufgenommen und von Dave Stewart produziert, die Streicher wurden von Michael Kamen arrangiert.

## Veröffentlichung
Here Comes the Rain Again wurde weltweit im Januar 1984 veröffentlicht und wurde ein Top-20-Hit in Ländern wie Deutschland, Schweiz, Großbritannien und den Vereinigten Staaten. Das Lied dauert 4:56 Minuten und wurde als dritte Single aus dem Album Touch ausgekoppelt. Auf der B-Seite befindet sich das Stück Paint a Rumour.

## Musik und Text
Für die Lennox-Biografen Sutherland und Ellis war das Lied ein Wendepunkt in der musikalischen Entwicklung der Eurythmics. Es überwinde die Grenzen zeitgenössischer Popmusik und könne auch über Genregrenzen hinweg als großartige Komposition angesehen werden. Die musikalische Basis bildet eine Mischung aus hohen Keyboards und eingängigen Gitarrenharmonien. Der von Lennox verfasste Text handelt von der verzweifelten Suche nach Liebe, der Regen soll die Flut der Gefühle symbolisieren, die auf sie einstürzen.
Stewart Mason von Allmusic nennt das Lied elegant und majestätisch und lobt das orchestrale Arrangement. Die Struktur weicht von der üblichen Abfolge Strophe-Refrain-Strophe ab, stattdessen werden die Zeilen „Here comes the rain again“ und „So baby talk to me“ wiederholt, ohne dass sich die Wiederholungen wesentlich voneinander unterscheiden. Die Monotonie wird lediglich durch eine kurze Bridge in der Mitte des Liedes unterbrochen, die von acht Streichern getragen wird.

## Musikvideo
Das Musikvideo wurde unter der Regie von Jonathan Gershfield im Dezember 1983 gedreht. Ursprünglich sollte der Dreh am Loch Lomond stattfinden, allerdings war die Gegend den Eurythmics nicht trostlos genug, sodass sie auf die winterliche Orkney-Insel Hoy auswichen. Inspiriert wurde das Video vom 1981er Filmdrama Die Geliebte des französischen Leutnants. Es beginnt mit einer Nahaufnahme von Annie Lennox und geht über in eine Szene, in der sie auf vom Wind gepeitschten Klippen entlangläuft, während Stewart sie mit einer Videokamera verfolgt. Lennox schützt sich mit einer Decke gegen die Kälte, weil sie lediglich ein weißes Nachthemd trägt, und flüchtet vor ihrem Verfolger in ein Haus. In der folgenden Szene ist sie im weißen Nachthemd zu sehen, sie hält eine Kerze und singt. Da Stewart sie nach wie vor mit der Videokamera filmt, versucht sie ihm zu entkommen und läuft durch die eisige Kälte, bis sie ein Schiffswrack am Strand erreicht. Das Video ist von einer geheimnisvollen und unheimlichen Stimmung geprägt und wurde sowohl von Fans als auch von Kritikern sehr gut aufgenommen.

## Coverversionen
- 1995: Annie Lennox
- 1999: Sheryl Lee Ralph
- 1999: The Crüxshadows
- 2005: Hypnogaja
- 2007: Ida Sand
- 2008: Atrocity
- 2015: Percival
- 2019: Blutengel
- 2024: Art Garfunkel Jr.